# Їнкоу
Їнко́у — місто на північному сході Китаю, провінція Ляонін. Населення 2 220 000 чоловік.

## Клімат
Місто знаходиться у зоні, котра характеризується вологим континентальним кліматом зі спекотним літом. Найтепліший місяць — липень із середньою температурою 25 °C (77 °F). Найхолодніший місяць — січень, із середньою температурою -8.3 °С (17 °F).
| Клімат Їнкоу            | Клімат Їнкоу | Клімат Їнкоу | Клімат Їнкоу | Клімат Їнкоу | Клімат Їнкоу | Клімат Їнкоу | Клімат Їнкоу | Клімат Їнкоу | Клімат Їнкоу | Клімат Їнкоу | Клімат Їнкоу | Клімат Їнкоу | Клімат Їнкоу |
| Показник                | Січ.         | Лют.         | Бер.         | Квіт.        | Трав.        | Черв.        | Лип.         | Серп.        | Вер.         | Жовт.        | Лист.        | Груд.        | Рік          |
| Абсолютний максимум, °C | 6            | 11           | 22           | 27           | 32           | 31           | 35           | 37           | 30           | 26           | 18           | 12           | 37           |
| Середній максимум, °C   | −4           | −1           | 5            | 13           | 21           | 25           | 27           | 27           | 22           | 15           | 6            | −1           | 13           |
| Середня температура, °C | −8           | −5           | 2            | 10           | 17           | 21           | 25           | 24           | 18           | 11           | 2            | −5           | 9            |
| Середній мінімум, °C    | −12          | −10          | −2           | 6            | 12           | 18           | 21           | 20           | 14           | 6            | −1           | −8           | 5            |
| Абсолютний мінімум, °C  | −26          | −22          | −15          | −2           | 3            | 10           | 12           | 13           | 2            | −6           | −15          | −22          | −26          |
| Норма опадів, мм        | 0            | 0            | 10           | 30           | 40           | 70           | 170          | 150          | 70           | 40           | 20           | 0            | 660          |
| ----------------------- | ------------ | ------------ | ------------ | ------------ | ------------ | ------------ | ------------ | ------------ | ------------ | ------------ | ------------ | ------------ | ------------ |
| Джерело: Weatherbase    |              |              |              |              |              |              |              |              |              |              |              |              |              |

## Економіка
Транспортний вузол, порт в гирлі річки Ляохе (Ляодунська затока Жовтого моря). Суднобудування, хімічна, целюлозно-паперова, текстильна промисловість; виплавка магнію.